# Zviane
Pour les articles homonymes, voir Ménard.
Zviane, de son vrai nom Sylvie-Anne Ménard (née en 1983 à Longueuil), est une autrice de bande dessinée et une compositrice de musique québécoise.

## Biographie
Musicienne depuis son plus jeune âge, Zviane obtient un baccalauréat en musique à l'Université de Montréal et entame une maîtrise, qu'elle abandonne pour se consacrer à la bande dessinée.
C'est par le biais d'un atelier (le Vestibulles) au cégep du Vieux Montréal qu'elle est contactée par Jimmy Beaulieu, qui l'édite à plusieurs reprises dans les collections Mécanique générale ou Colosse. Son blogue, La plus jolie fin du monde, est découvert par Boulet. Elle débute par un premier récit, Le point B. C'est avec cette bande dessinée qu'elle remporte un concours lui permettant de l'éditer via la librairie Monet.
Elle publie plusieurs albums par an et participe à faire reconnaître la bande dessinée québécoise au public à travers des publications et évènements. Elle a par ailleurs remporté plusieurs prix, s'attirant à la fois succès public et succès critique ; elle a notamment été la double lauréate du concours Glénat Québec.
Durant le moitié de l'année 2009, elle vient à la Maison des auteurs d'Angoulême afin d'améliorer sa technique picturale et scénaristique sur un projet d'album.
Des références à la musique sont presque toujours présentes dans ses bandes dessinées,.

## Œuvre
Bénéficiant d'un succès populaire et critique notable, l’œuvre de Zviane est réputée pour offrir un « regard lucide et ludique sur le monde».

## Publications

### Albums

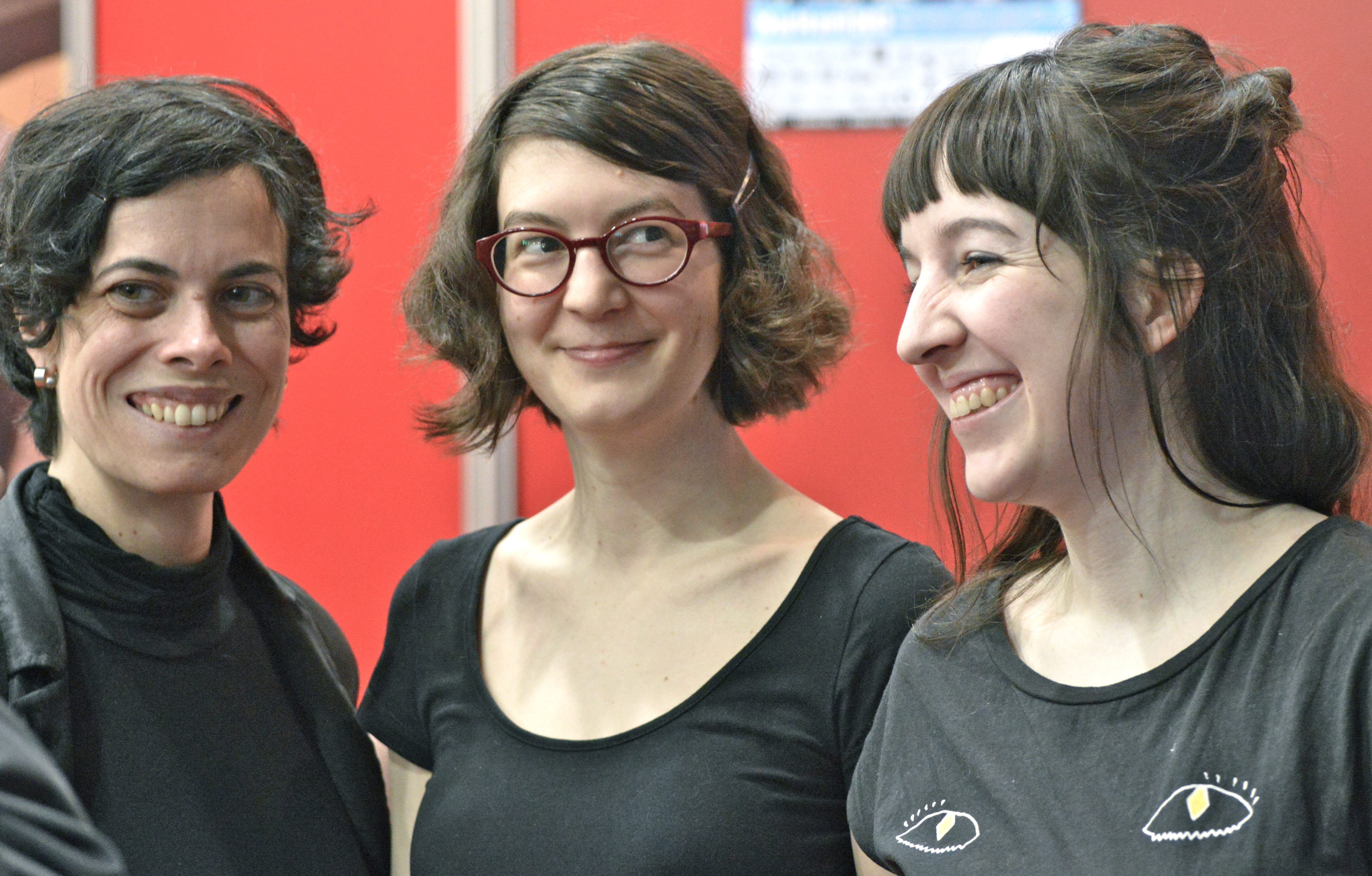
Zviane (au centre) et les collègues bédéistes Capucine (à gauche) et Iris (à droite, coauteur de S'tie qu'on est ben et de L'ostie d'chat), lors du Salon international du livre de Québec 2013.

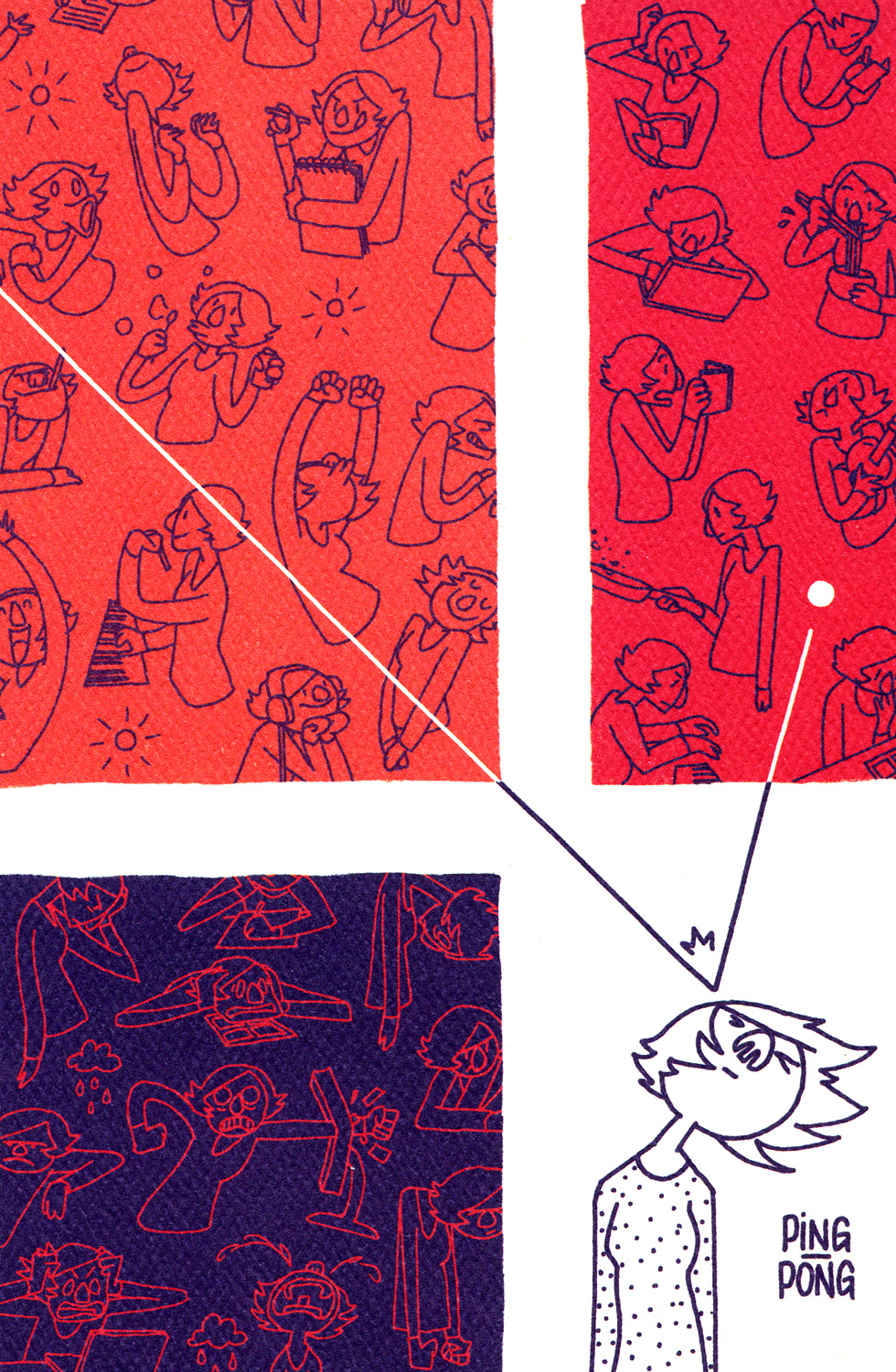
La couverture de Ping-pong (2014)
Ça parle euh… des arts? C'est comme une espèce d'essai, ya vraiment vraiment beaucoup de texte.

- Les constats de la vie que l'on constate, Grafigne.com, coll. « Cœur de loup », 2004.
- Dans l'estomac, Grafigne.com, coll. « Cœur de loup », 2005.
- Le Monstre, Grafigne.com, coll. « Cœur de loup », 2006.
- Le point B, Monet éditeur, 2006, 128 p. (ISBN 978-2-9809666-0-6).
- Quelque part entre 9h et 10h, Colosse, 2006.
- Zviane et Charles Ménard (scénario), Comment le dictionnaire fut-il inventé ?, Grafigne.com, coll. « Cœur de loup », 2007.
- Zviane et Martine Rhéaume (coscénario), Des étoiles dans les oreilles, Société de musique contemporaine du Québec, 2007 (ISBN 978-2-9806782-9-5, « présentation en ligne », 8 février 2009 (version du 18 octobre 2018 sur Internet Archive)).
- La plus jolie fin du monde, Mécanique générale, 2007, 300 p. (ISBN 978-2-922827-36-1).
- Étirer un élastique, Fichtre, 2008.
- Un incroyable talent, Fichtre, 2008.
- Tu pouvais pas savoir, Grafigne.com, coll. « Cœur de loup », 2008.
- Les tarifs vont augmenter, Fichtre, 2009.
- Zviane et Iris (dessin et scénario), S'tie qu'on est ben, autoédition, 2009.
- Le quart de millimètre, Grafigne.com, 2009 (ISBN 978-2-923575-36-0).
- Le Mat, Colosse, 2009 (ISBN 978-2-923664-14-9).
- Apnée, Pow Pow, 2010 (ISBN 978-2-9811128-7-3).
- Amsterdam, Grafigne.com, coll. « Cœur de loup », 2010.
- Ça s’est passé en 2006 dans un autobus de Longueuil, Colosse, 2010.
- Le bestiaire des fruits, auto-édition, 2011.
- Zviane et Iris (dessin et scénario), L'ostie d'chat, t. 1, Delcourt, coll. « Shampoing », 2011.
- Zviane et Iris (dessin et scénario), L'ostie d'chat, t. 2, Delcourt, coll. « Shampoing », 2012.
- Zviane et Iris (dessin et scénario), L'ostie d'chat, t. 3, Delcourt, coll. « Shampoing », 2012.
- Pain de viande avec dissonances, Pow Pow, 2011 (ISBN 978-2-924049-00-6).
- Zviane et Iris, L'ostie d'chat : les bonus, 2012, 88 p.
- Zviane et Sophie Bédard (dessin et scénario), Stie qu'on est pas ben, autoédition, 2012.
- Les deuxièmes, Pow Pow, 2013, 132 p. (ISBN 978-2-924049-06-8)[7],[8],[9].
- Le son de la pluie, autoédition, 2013.
- Le bestiaire des fruits  (édition augmentée et partiellement redessinée), La Pastèque, coll. « Pomélo », 2014, 124 p. (ISBN 978-2-923841-54-0).
- Ping-pong, auto-édition, 2014, 152 p. (ISBN 978-2-924054-05-5).
- (en) For as long as it rains [« Les deuxièmes »]  (trad. du français par Helge Dascher), Pow Pow Press, 2015.
- Club sandwich, Pow Pow, 2016, 132 p. (ISBN 978-2-924049-31-0).
  - No 1, octobre 2016, 88 p.,  (ISBN 978-2-924054-07-9).
  - No 2, La Mer, avril 2017.
- Football-Fantaisie, Pow Pow, 2021, 573 p.[10],[11]

### Collectifs
- « Mauve Ciel », dans Histoires d'hiver  (collectif d'auteurs constitué des gagnants du concours de BD Hachette Canada 2009), Glénat Québec, 2009 (ISBN 978-2-923621-15-9).
- « Bagarre (ou étirer un élastique II) », dans Bagarre, Colosse, 2009.
- « Esquive », dans Partie de pêche  (collectif d'auteurs constitué des gagnants du concours de BD Hachette Canada 2010), Glénat Québec, 2010 (ISBN 978-2-7619-2974-5).
- « Dans mon corps », dans Zik & BD, Éditions de l'Homme, 2010 (ISBN 978-2-923621-29-6).
- Zviane et Luc Bossé (collectif d'auteurs constitué des gagnants du concours de BD Hachette Canada 2011), « Devenir grand », dans Partie de pêche, Glénat Québec, 2011.
- Ping-pong  (édition commentée par d'autres auteurs), Éditions Pow Pow, 2015, 236 p. (ISBN 978-2-924049-24-2).

### Autres
- La leçon de classique, dessins de Zviane, collaboration avec le scénariste Julien Cayer, série de webcomic sur le site d'Espace musique, la chaîne musicale de la Société Radio-Canada, 2008[12].
- La Jungle, revue de bande dessinée lancée par Zviane en 2016.
- L’œil qui entend, l’oreille qui voit, une présentation sur l’analyse harmonique en musique tonale, crée en collaboration avec Luce Beaudet https://bw.musique.umontreal.ca/nm/index.html

## Récompenses et nominations

### Lauréate
- Récipiendaire du premier Concours québécois de bande dessinée.
- 2009 : Premier prix Glénat Québec pour Mauve ciel.
- 2010 : Premier prix Glénat Québec pour Esquive.
- 2011 :
  - Grand prix de la Ville de Québec 2011 pour Apnée.
  - Prix Bédélys Indépendant 2011 pour Le bestiaire des fruits.
  - Cinquième prix Glénat Québec pour Devenir grand (avec Luc Bossé).
- 2014 : 
  - Grand prix de la Ville de Québec 2014 pour Les Deuxièmes[13],[14]
  - Prix Joe Shuster du meilleur auteur pour Les Deuxièmes
- 2022 :
  - Prix Bédélys Québec pour Football-fantaisie.

### Nomination
- 2007 : Prix Bédélys, Québec pour La plus jolie fin du monde.
- 2008 : Prix Bédélys, fanzine pour Tu pouvais pas savoir.
- 2010 :
  - Prix Bédélys, Québec pour Le quart de millimètre.
  - Prix Bédélys, fanzine pour S'tie qu'on est ben.
- 2011 :
  - Prix Bédélys, Québec pour Apnée.
  - Shuster Award de la meilleure illustration de couverture pour Apnée.
- 2014 : Prix Bédélys Indépendant pour Le son de la pluie.
- 2022 : Prix BD du Salon du livre de Trois-Rivières[15], catégorie BD Adulte, pour Football-Fantaisie